# Czarnkowo (Tychowo)
Czarnkowo (deutsch Zarnekow, Kreis Belgard) ist ein Dorf in der polnischen Woiwodschaft Westpommern. Es gehört zur Gemeinde Tychowo (Groß Tychow) im Kreis Białogard (Belgard).

## Geographische Lage
Czarnkowo liegt südöstlich von Tychowo und ist über eine Nebenstraße nach Grzmiąca (Gramenz) im Abzweig Drzonowo Białogardzkie (Drenow) in zwölf Kilometern zu erreichen. Die nächsten Bahnstationen sind Wielanowo (Villnow) und Tychowo an der Bahnstrecke Szczecinek–Kołobrzeg.

## Ortsname
Der Name des Dorfes lässt drei Deutungen zu: entweder ist es abgeleitet vom Personennamen Carnek („der zu carny (= schwarz) gehört“), oder er kann bei der Lesart „czarny“ = „schwarzer Wald“ bedeuten, oder aber er stammt vom Personennamen Carnek zu „sarna“ = „Reh“.

## Ortskunde
Das ehemalige Rittergut Zarnekow liegt drei Kilometer nordöstlich von Drzonowo Białogardzkie (Drenow) auf einem Plateau in 126 Metern über NN.
Früher war der Ort im Besitz derer von Kleist. Im Jahre 1851 erwarb Karl Friedrich Ferdinand Koch das Gut und gab es elf Jahre später an Karl Heinrich Keske zu Bublitz (heute polnisch: Bobolice) weiter. 1928 wurde Zarnekow in die Landgemeinde Drenow eingemeindet.
Gemeindebürgermeister war bis 1945 der Drenower Gutsverwalter Nest. Die Gemeinde gehörte zum Amts- und Standesamtsbezirk Groß Tychow (Tychowo) im Landkreis Belgard (Persante). Heute gehört Czarnkowo zur Gmina Tychowo im Powiat Białogardzki.

## Kirche
Kirchlich war das Dorf in das Kirchspiel Naseband eingepfarrt. Es gehörte zum Kirchenkreis Belgard der Kirchenprovinz Pommern der evangelischen Kirche der Altpreußischen Union. Letzter deutscher Geistlicher war Pfarrer Karl-Heinrich Reimer.
Heute gehört Czarnkowo zum Kirchspiel Koszalin (Köslin) in der Diözese Pommern-Großpolen der polnischen Evangelisch-Augsburgischen Kirche.

## Schule
Zarnekow hatte eine eigene Dorfschule. Hier wurden 1928 elf Mädchen und fünf Jungen unterrichtet.

## Söhne und Töchter (Auswahl)
- Helmut Klabunde (* 1935), deutscher Offizier der Nationalen Volksarmee